# Jörg Pfeifer
Jörg Pfeifer (ur. 19 marca 1952 w Merseburgu) – niemiecki lekkoatleta sprinter reprezentujący Niemiecką Republikę Demokratyczną, medalista olimpijski z 1976 z Montrealu.
Pfeifer wywalczył brązowy medal w biegu na 200 metrów podczas mistrzostw Europy w 1971 w Helsinkach. Startował również w sztafecie 4 × 100 metrów, która w finale została zdyskwalifikowana.
Na igrzyskach olimpijskich w 1976 w Montrealu wystąpił tylko w sztafecie 4 × 100 metrów, która w składzie Manfred Kokot, Pfeifer, Klaus-Dieter Kurrat i Alexander Thieme zdobyła srebrny medal (za sztafetą Stanów Zjednoczonych) z czasem 38,66 s, który był nowym rekordem NRD.  9 lipca 1980 w Berlinie był członkiem sztafety 4 x 100 m, która poprawiła rekord NRD wynikiem 38,56 (biegli w niej Sören Schlegel, Pfeifer, Kurrat i Thomas Munkelt).
W 1971 dwukrotnie poprawił rekord NRD w biegu na 200 metrów (na 20,5 s i 20,4 s). 11 stycznia 1976 ustanowił halowy rekord świata na tym  dystansie wynikiem 21,10 s.
Pfeifer był mistrzem NRD w biegu na 200 metrów w 1971, a wicemistrzem w 1976.